# Gregory Benford
Œuvres principales
- Un paysage du temps
- Cycle du centre galactique

Gregory Benford, né le 30 janvier 1941 à Mobile (Alabama), est un écrivain de science-fiction, plus particulièrement de hard science-fiction, et un physicien spécialiste de la physique des plasmas, professeur de physique à l'Université d'Irvine en Californie. 

## Biographie
Fils d'un officier de carrière, Gregory Benford réside durant son enfance au Japon et en Allemagne, pays occupés de l'après-guerre, et mène une vie vagabonde à la suite de son père. De retour au pays et passionné de science-fiction, il coédite, notamment avec son frère jumeau Jim, un fanzine de science-fiction intitulé Void.
En 1963, il obtient un Bachelor of Science en physique à l'université d'Oklahoma, puis un Master of Science en 1965 et un doctorat en 1967 à l'Université de Californie de San Diego. Cette année-là, il épouse Joan Abbe avec qui il a deux enfants.
Il fait ses débuts littéraires en juin 1965 en publiant la nouvelle Stand-in dans la revue The Magazine of Fantasy & Science Fiction. Il collabore ensuite régulièrement à cette revue, ainsi qu'à Amazing Stories où il tient une rubrique scientifique, d'abord avec David Book de 1966 à 1972, puis seul jusqu'en 1976. Il publie régulièrement dans des revues de vulgarisation telles que Vertex, Locus et The Magazine of Fantasy and Science-Fiction où il remplace Isaac Asimov. 
En 1971, juste après la publication de son premier roman Deeper than the Darkness, il est nommé professeur assistant à l'université d'Irvine en Californie, puis professeur titulaire de physique en 1979. Il a également enseigné au célèbre Lawrence Radiation Laboratory de Livermore. 
Il contribue dans les années 1980 à la naissance d'une nouvelle théorie cosmologique, celle de l'inflation cosmique. Ses travaux l'ont amené à écrire une vingtaine de romans et de nouvelles qui mêlent hard science et psychologie. Du fait de ses travaux scientifiques, il publie relativement peu et, de plus, certaines de ses œuvres n'ont pas encore été traduites.
Gregory Benford est l'auteur de la loi de la controverse de Benford.

## Œuvres

### Cycle du centre galactique
1. Dans l'océan de la nuit, 1985 ((en) In the Ocean of Night, 1977)
2. À travers la mer des soleils, 1985 ((en) Across the Sea of Suns, 1984)
3. La Grande Rivière du ciel, 1989 ((en) Great Sky River, 1987)
4. Marées de lumière, 1990 ((en) Tides of Light, 1989)
5. Les Profondeurs furieuses, 1996 ((en) Furious Gulf, 1994)
6. (en) Sailing Bright Eternity, 1995

### SérieLes Projets Jupiter
1. (en) Jupiter Project, 1975
2. Contre l’infini, 1983 ((en) Against Infinity, 1983)

### SérieBowl of Heaven
Cette série est coécrite avec Larry Niven.
1. (en) Bowl of Heaven, 2012
2. (en) Shipstar, 2014
3. (en) Glorious, 2020

### Romans indépendants
- (en) Find the Changeling, 1980Écrit avec Gordon Eklund.
- Au cœur de la comète, 1987 ((en) Heart of the comet, 1980)Écrit avec David Brin.
- Un paysage du temps, 1981 ((en) Timescape, 1980)
- Shiva le destructeur, 1983 ((en) Shiva Descending, 1980)Écrit avec William Rotsler.
- La Sphère, 1999 ((en) Cosm, 1998)
- Fondation en péril, 1998 ((en) Foundation's Fear, 1997)
- Les Enfants de Mars, 2001 ((en) The Martian Race, 1999)
- L'Ogre de l'espace, 2001 ((en) Eater, 2000)
- Au-delà de l'infini, 2007 ((en) Beyond Infinity, 2004)
- (en) The Berlin Project, 2017
- (en) Rewrite: Loops in the Timescape, 2018
- (en) Shadows of Eternity, 2021

### Recueils de nouvelles
- En chair étrangère, 1988 ((en) In Alien Flesh, 1986)

### Nouvelles
- Les Enfouis de Regeln, 1976 ((en) Deeper than the Darkness, 1969)
- Les Miroirs de la mer, 1983 ((en) And the Sea like Mirrors, 1972)
- Hellas, c'est la Floride, 1977 ((en) If the Stars Are Gods, 1974)Écrit avec Gordon Eklund. Prix Nebula de la meilleure nouvelle longue 1974.
Cette nouvelle a été complétée puis ressortie sous la forme d'un roman en 1977 aux États-Unis sous le même titre If the Stars Are Gods. Le roman est paru en France en 1979 sous le titre, Les Étoiles, si elles sont divines aux éditions OPTA, coll. Club du livre d'anticipation, no 70.